# Thorvald Nicolai Thiele

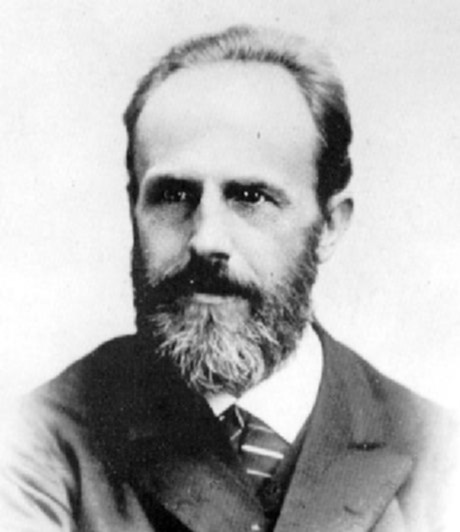
Thorvald Nicolai Thiele

Thorvald Nicolai Thiele (ur. 1838, zm. 1910) – duński astronom, matematyk i statystyk. Wprowadził do matematyki pojęcie kumulanty (odkryte powtórnie i rozwinięte przez Ronalda Fishera około 30 lat później). Pełnił funkcję dyrektora Obserwatorium Astronomicznego w Kopenhadze. Jego synem był astronom Holger Thiele.